# Sagrada Família
De Sagrada Família (Catalaans) of Sagrada Familia (Spaans), voluit Basílica i Temple Expiatori de la Sagrada Família, is een basiliek in aanbouw in Barcelona, Catalonië, Spanje naar een ontwerp van Antoni Gaudí. De naam betekent 'Basiliek en Boetetempel van de Heilige Familie'.
Sinds het leggen van de eerste steen in 1882 wordt bijna voortdurend aan de kerk gebouwd. Alleen gedurende de Spaanse Burgeroorlog heeft de bouw enkele jaren stilgelegen. De verwachte opleveringsdatum was 2026, maar door de coronapandemie liep de bouw vertraging op, waardoor de einddatum nu naar verwachting 2030 is. De bouwdirectie houdt het erop dat het gebouw "klaar zou kunnen zijn ergens in het eerste derde van de 21e eeuw". De snelheid waarmee de bouw vordert, is voor een groot deel afhankelijk van de giften die bezoekers binnenbrengen. De bouw duurt zo lang dat eerder voltooide gedeelten al weer gerenoveerd moeten worden. Dit was overigens niet ongebruikelijk bij de bouw van kerken van dit formaat. Hoewel de kerk nog niet klaar is, werd zij op 7 november 2010 door paus Benedictus XVI tot basiliek gewijd.
Architect Gaudí ontwierp naast deze basiliek meerdere andere karakteristieke bouwwerken in Barcelona, onder meer Casa Batlló en Park Güell. Gaudí maakte deel uit van het Catalaans modernisme, een stroming in de kunst waarvan de basiliek het belangrijkste symbool is. Dit Catalaans modernisme is nauw verwant aan de Jugendstil en dient dus niet verward te worden met het modernisme.

## Geschiedenis

### Opdracht

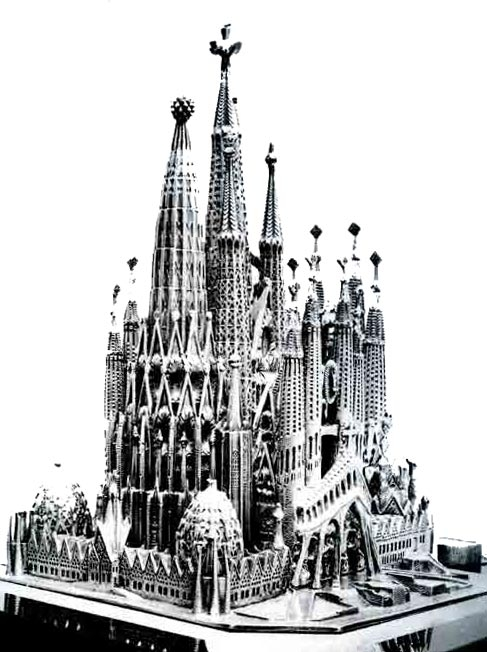
Een maquette van de voltooide basiliek

Het idee voor een kerk was afkomstig van de boekhandelaar Josep María Bocabella i Verdaguer, die in 1866 de Asociación Espiritual de Devots de San José oprichtte, de 'Geestelijke Vereniging van Vereerders van Sint-Jozef'. Hij wilde hiermee een tegenwicht bieden aan de toenemende ontkerstening van die tijd. Met behulp van vele donaties kocht Bocabella een stuk grond van 12.800 vierkante meter in het blok dat door de straten Marina, Provença, Mallorca en Sardenya wordt begrensd. Francisco de Paula del Villar bood vervolgens aan om kosteloos het ontwerp voor de kerk te maken. Hij tekende een kerkgebouw in de voor die tijd gangbare neogotische stijl. Del Villar begon in 1882 met de bouw van de crypte, maar na een jaar kreeg hij ruzie met zijn opdrachtgever en nam hij ontslag.
Vervolgens ontving Gaudí de opdracht. Hij heeft de crypte volgens de originele ontwerpen van Del Villar afgemaakt, maar is daarna een volstrekt andere weg ingeslagen. Gaudí vormde Del Villars ontwerp van een op een Latijns kruis gebaseerde kruiskerk met een driebeukig schip en een enkelbeukig transept om tot een kerk met een vijfbeukig hoofdschip en een driebeukig dwarsschip.
De Sagrada Família wordt door velen gezien als hét meesterwerk van Gaudí. Hij heeft al zijn opvattingen over architectuur erin samengevat. Hij bleef zijn basisontwerp veranderen tot de stijl niet gotisch meer te noemen was. Tijdens de bouw stond Gaudí erop dat hij van alle details op de hoogte gehouden werd. Hij was zo bezig met het werk dat hij na 1914 geen andere opdrachten meer aannam. De kerk is zijn laatste werk. Hij wijdde er zijn laatste jaren aan, tegen het einde van zijn leven woonde hij zelfs enige tijd op de bouwplaats. In 1926 werd Gaudí overreden door een tram en hij overleed enige dagen later. Hij werd begraven in de crypte van "zijn" kerk.

### Bouw

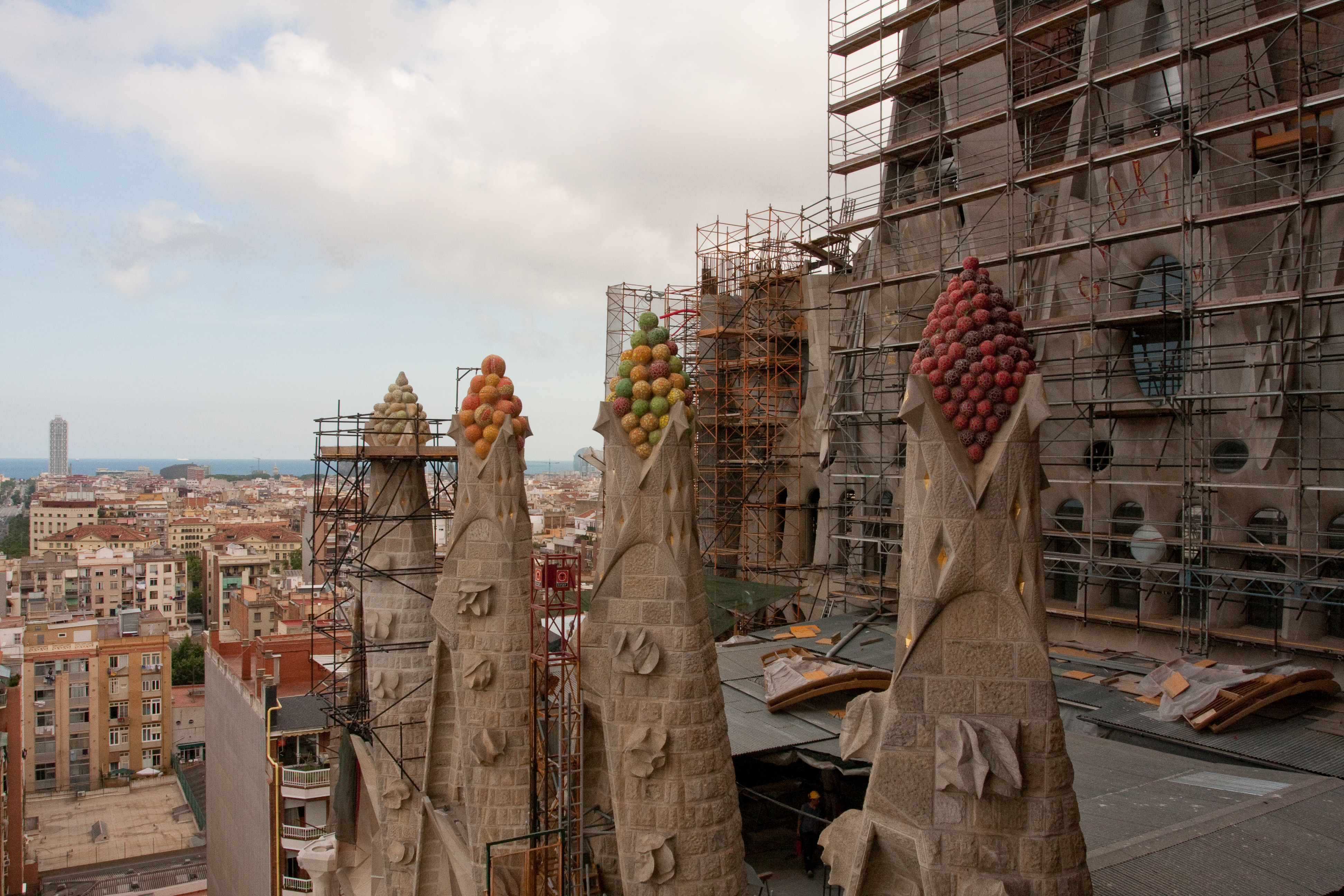
De façade van de geboorte in de steigers

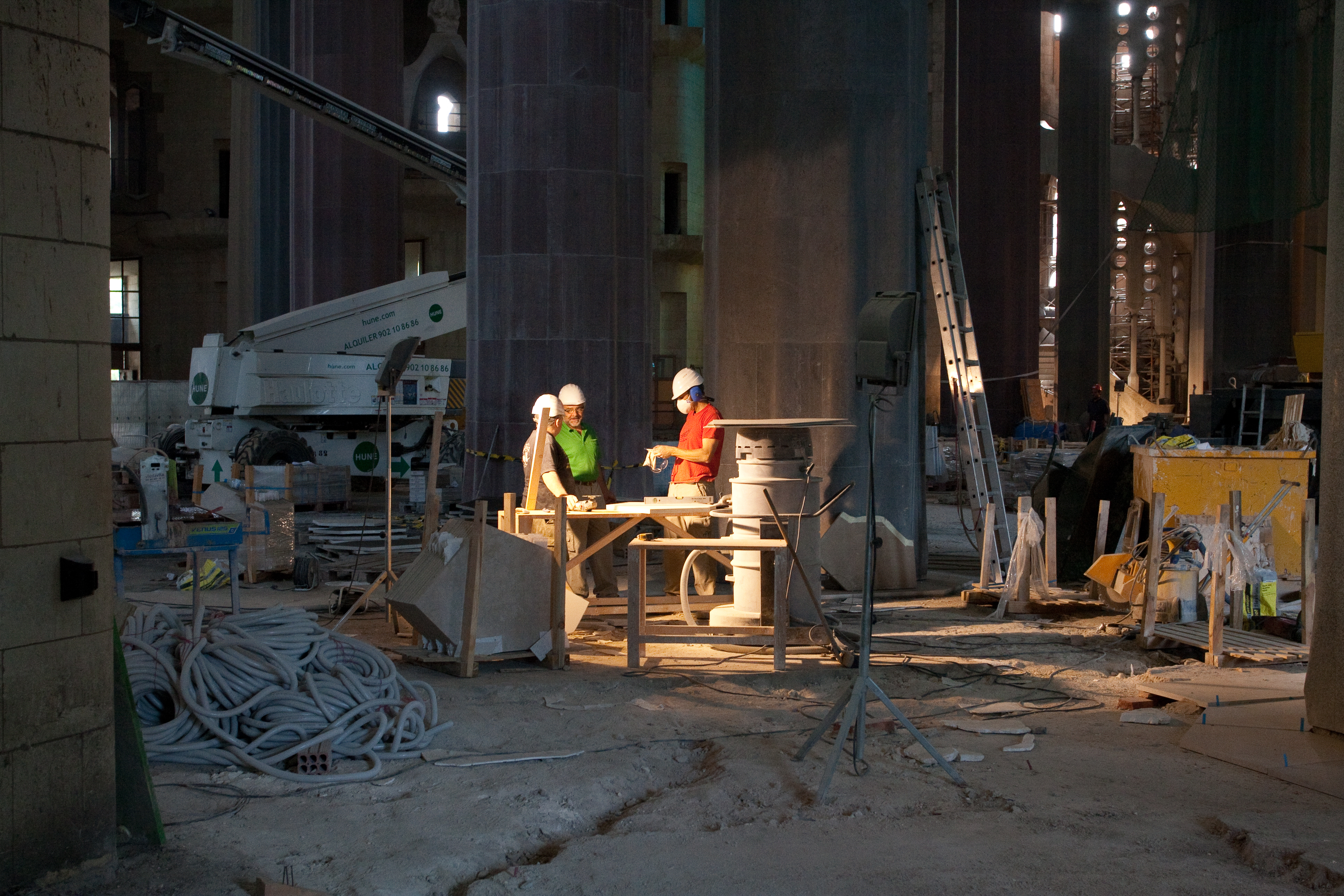
Bouwvakkers aan het werk in het schip van de kerk

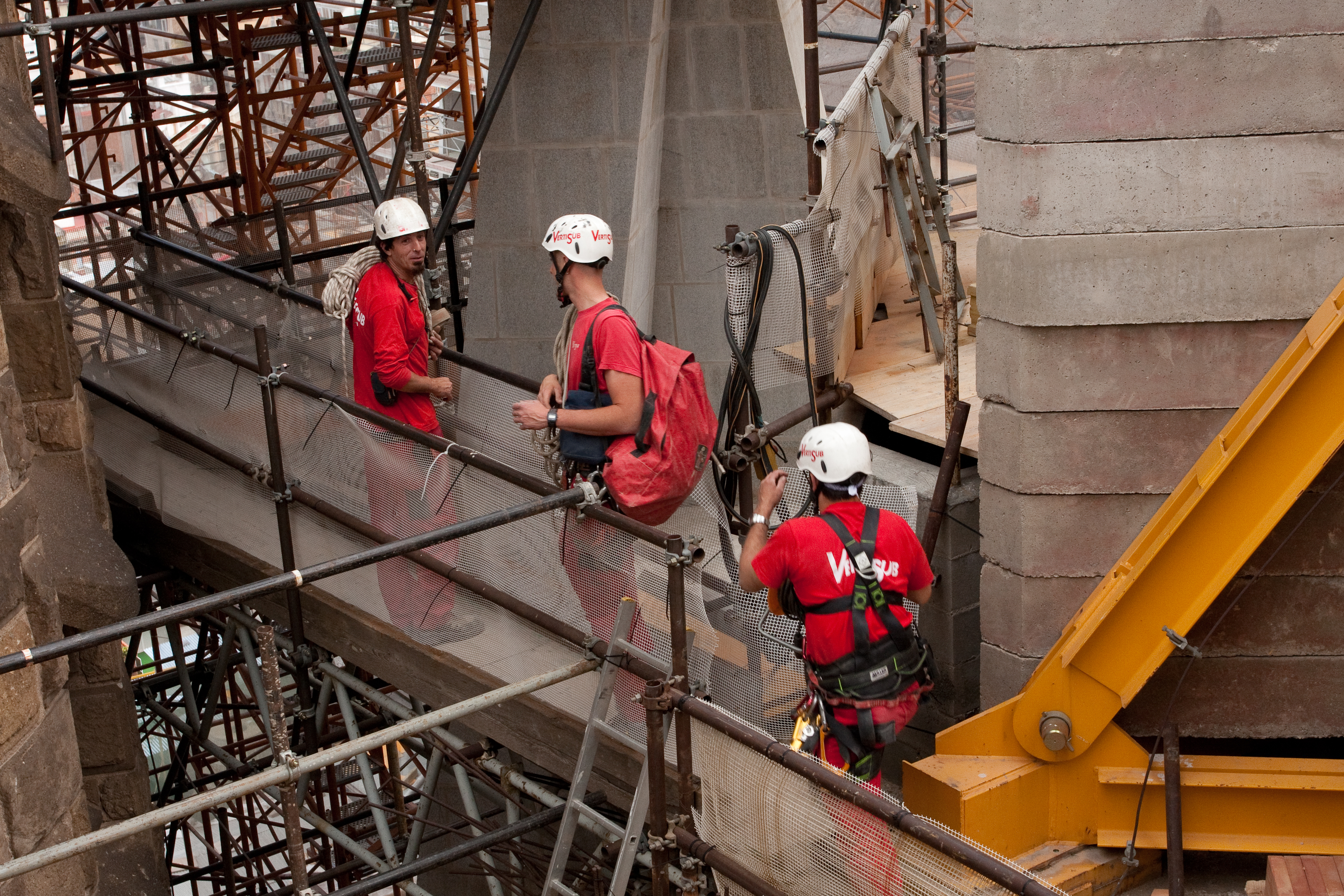
Bouwvakkers aan het werk in bergbeklimmersuitrusting

In 1881 is de opdracht aan Francisco de Paula del Villar gegeven. In 1883 is deze overgedragen aan Gaudí. Gaudí dacht oorspronkelijk het gebouw in tien jaar af te hebben maar na een paar jaar zag hij in dat dit onmogelijk was. Hij heeft bij leven een aantal ontwerpen, maquettes en tekeningen gemaakt die na zijn overlijden in 1926 door zijn opvolgers als leidraad gebruikt konden worden. De bijzondere wijze waarop Gaudí bij leven werkte, en daarbovenop nog eens het verloren gaan van het merendeel van zijn ontwerpen en maquettes in een brand in 1936 tijdens de Spaanse Burgeroorlog, maakte echter dat er van al zijn oorspronkelijke ideeën en aanwijzingen weinig overgebleven is. Toen de bouw na de brand werd voortgezet, moest men met behulp van de restanten uit de brand en van wat men zich herinnerde proberen het ontwerp te reconstrueren. De nieuwere geveldelen van de kerk verschillen duidelijk van de oudste, de oostgevel.
Na Gaudí zijn de volgende architecten bij de bouw betrokken geweest: Francesco Quintana, Isidre Puig Boada en Lluís Bonet i Garí. De beeldhouwwerken zijn toen verder gemaakt door Joan Busquets i Grau en de façades door Josep Maria Subirachs. De bouw van de kerk is nog niet voltooid, verwacht wordt dat de gehele kerk rond 2030 af zal zijn. Men hanteert hierbij de methode van 'slow architecture'.
Behalve het gebouw zelf, is het feit dat het nog niet af is een belangrijk deel van de attractie. Toeristen die de Sagrada Família bezoeken vergapen zich aan de gedeeltes die al voltooid zijn, maar ook aan het spectaculaire gezicht van hijskranen, hoogwerkers en de meer dan 100 arbeiders die dagelijks in de kerk aan het werk zijn.

### AVE-tunnel
In 2010 leek de bouw van de Sagrada Família in gevaar te komen door de aanleg van de Spaanse hogesnelheidslijn, AVE genoemd. De tunnel, die voor de AVE onder Barcelona gegraven moest worden, loopt namelijk precies onder de fundamenten van de Sagrada Família door. Omdat de opdracht voor de tunnel aan dezelfde bouwcombinatie gegund is die bij de aanleg van de AVE ten zuiden van Barcelona grote grondverzakkingen heeft laten ontstaan, vreesde men het ergste. Er gingen dan ook steeds meer stemmen op om hetzij het contract te herzien, hetzij het tracé te heroverwegen, of beter nog: beide gelijktijdig te wijzigen.
Uiteindelijk deed de tunnelboormachine eind 2010 haar werk zonder schade aan de kerk aan te richten.

### Chronologie
- 1866: Josep María Bocabella i Verdaguer richt de Geestelijke Vereniging van Vereerders van Sint-Jozef op.
- 1875: Er worden plannen gemaakt voor een kathedraal/basiliek naar voorbeeld van die in Loreto in Italië.
- 1877: De architect Francisco de Paula del Villar biedt aan gratis een ontwerp te maken.
- 1881: De Sint-Jozefvereniging koopt het terrein waar de Sagrada Família komt te staan.
- 1882: De eerste steen wordt gelegd op de feestdag van Sint-Jozef.
- 1883: Del Villar neemt ontslag, Gaudí neemt de leiding over de bouw over.
- 1884: De bouw van de crypte start (dit zou duren tot 1887).
- 1885: De eerste kapel in de crypte (gewijd aan Sint-Jozef) wordt ingewijd.
- 1891: De crypte wordt voltooid en ingewijd, de bouw van de oostfaçade begint.
- 1893: De muren en torens van de apsis zijn klaar.
- 1896: Wijziging van de plattegrond van de klokkentoren aan de oostkant van vierkant naar cilindervormig.
- 1900: De ornamenten aan de oostgevel worden afgemaakt; de klokkentorens zijn inmiddels 32 meter hoog.
- Rond 1906: De definitieve versie van het algemeen ontwerp van het gebouw is klaar, en iedereen stort zich op de bouw van het Geboorte-gedeelte; vertragingen in de bouw wegens geldgebrek eisen hun tol.
- 1914: De bouw wordt stilgelegd wegens gebrek aan fondsen: er is inmiddels 3,3 miljoen peseta aan de bouw gespendeerd. Gaudí vervaardigt een gipsmodel van de gehele kathedraal.
- 1918: Het ontwerp van de Lijdensfaçade is klaar (de 'Passiegevel' aan de westzijde).
- 1925: De klokkentoren, gewijd aan Sint-Barnabas, is klaar.
- 1926: Gaudí sterft en wordt in de crypte begraven.
- 1927-1930: De resterende drie klokkentorens aan de oostgevel worden afgemaakt.
- 1936: Een brand in de crypte verwoest deels het archief met bouwtekeningen en modellen.
- 1954: Start met de bouw van de fundamenten voor de westgevel.
- 1976: Vijftigste sterfdag van Gaudí; de torenspitsen van de westgevel zijn klaar.
- 1978: De bouw van de Passiefaçade wordt afgerond.
- 1985: Voltooiing van de details van de westgevel.
- 2004: Ongeveer 2,26 miljoen mensen hebben de kerk bezocht.
- 2005: Het door Gaudí gebouwde deel wordt door UNESCO tot werelderfgoed verklaard.
- 2008: De overkapping van de centrale beuk zou gereed moeten zijn.
- 2010: Paus Benedictus XVI wijdt op 7 november de Sagrada Família in als basiliek.[9]
- 2011: Op 19 april wordt brand gesticht door een "verwarde man"; alle 1500 aanwezige toeristen worden geëvacueerd, de schade valt mee.
- 2021: Op 29 november wordt een 5000 kilo wegende twaalfpuntige ster op de spits van de toren van de Maagd Maria geplaatst.
- 2022: In december worden de pas afgewerkte torens van de evangelisten Lucas en Marcus verlicht. Hiermee zijn drie van de zes torens afgewerkt. Deze zijn 135 meter hoog.[10]
- 2023: Op 12 november worden de torens van de evangelisten Johannes en Mattheüs gewijd. Ze zijn bekroond met een adelaar (Johannes) en een engel (Mattheüs).
- 2026: Geplande voltooiing van de Christustoren, die boven alle andere uitrijst.
- Omtrent 2030: Het jaar dat de bouw van de Sagrada Família klaar moet zijn (de bouw werd vertraagd door de coronapandemie).[11]

## Ontwerp

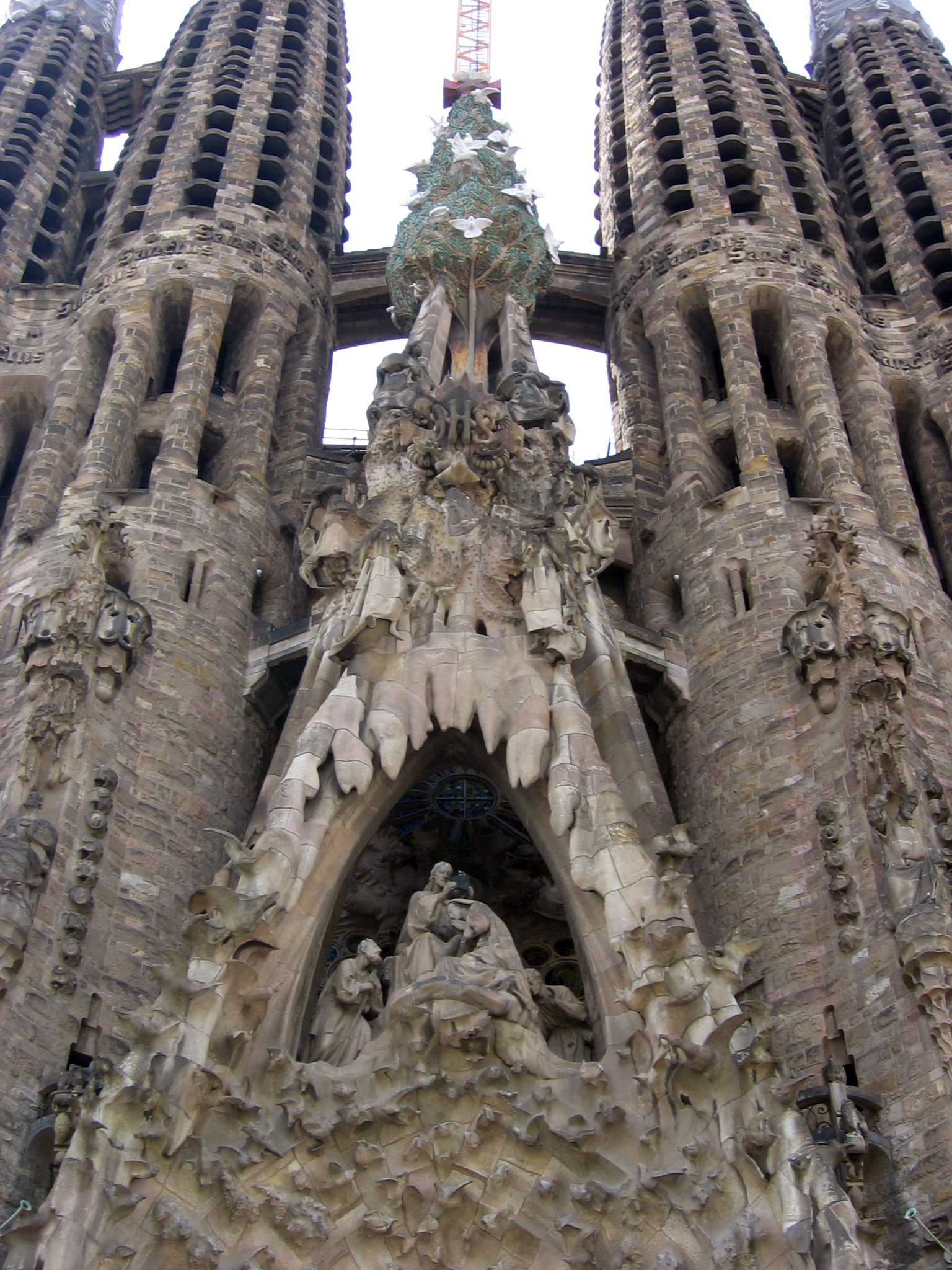
Detail van de geboortefaçade

De kerk is nog altijd in aanbouw; aan sommige delen van de hoofdconstructie moet nog worden begonnen. Een nog niet gebouwde vieringtoren van 170 meter hoog, omringd door vier kleinere torens, zal Christus tussen de evangelisten voor moeten gaan stellen. De kerk wordt net enkele meters lager dan de Montjuïc, de hoogste heuvel in de stad. Gaudí heeft dit naar eigen zeggen gedaan uit respect voor de Schepper: hij wil die met zijn gebouw niet in hoogte overstijgen. Een goed voorbeeld van de invloed van - voor die tijd - moderne techniek in het oorspronkelijk ontwerp van de kerk is het licht dat uit het kruis op de hoogste toren over Barcelona zal moeten gaan schijnen als een vuurtoren.

### Façades
De kerk zal drie façades krijgen die elk een fase uit het leven van Jezus verbeelden (de façade van de geboorte en de façade van het lijden zijn reeds voltooid en aan de voorkant komt de façade van de glorie), met elk vier klokkentorens. Deze twaalf torens symboliseren de twaalf apostelen. De vier torens rondom de vieringtoren staan voor de vier evangelisten rondom Jezus Christus. Bovenaan de 120 meter hoge torens boven de toegangsdeuren staan woorden als "Hosanna", "Excelsis" en "Sanctus".
De geboortefaçade is aan de noordoostkant. Deze zijde is als eerste gebouwd en als enige nagenoeg volledig naar het ontwerp van Gaudí en (tot aan diens overlijden) onder leiding van hem geconstrueerd en is zodoende volledig in Catalaans modernistische stijl. De beeldhouwwerken rond de drie poorten zijn de deugden "Fe", "Esperança" en "Caritat" (Geloof, Hoop en Naastenliefde). In deze gevel wordt de geboorte van Christus omgeven door veel scènes uit de natuur, waarvan sommige zelfs exotisch aandoen (zo zijn er sculpturen van pelikanen en giraffes). Het oostportaal geeft toegang tot de vleugel van het Epistel van de kruisweg. Daarin komen in de vorm van beelden scènes voor uit het leven van Christus en uit de Mysteries van de Rozenkrans.

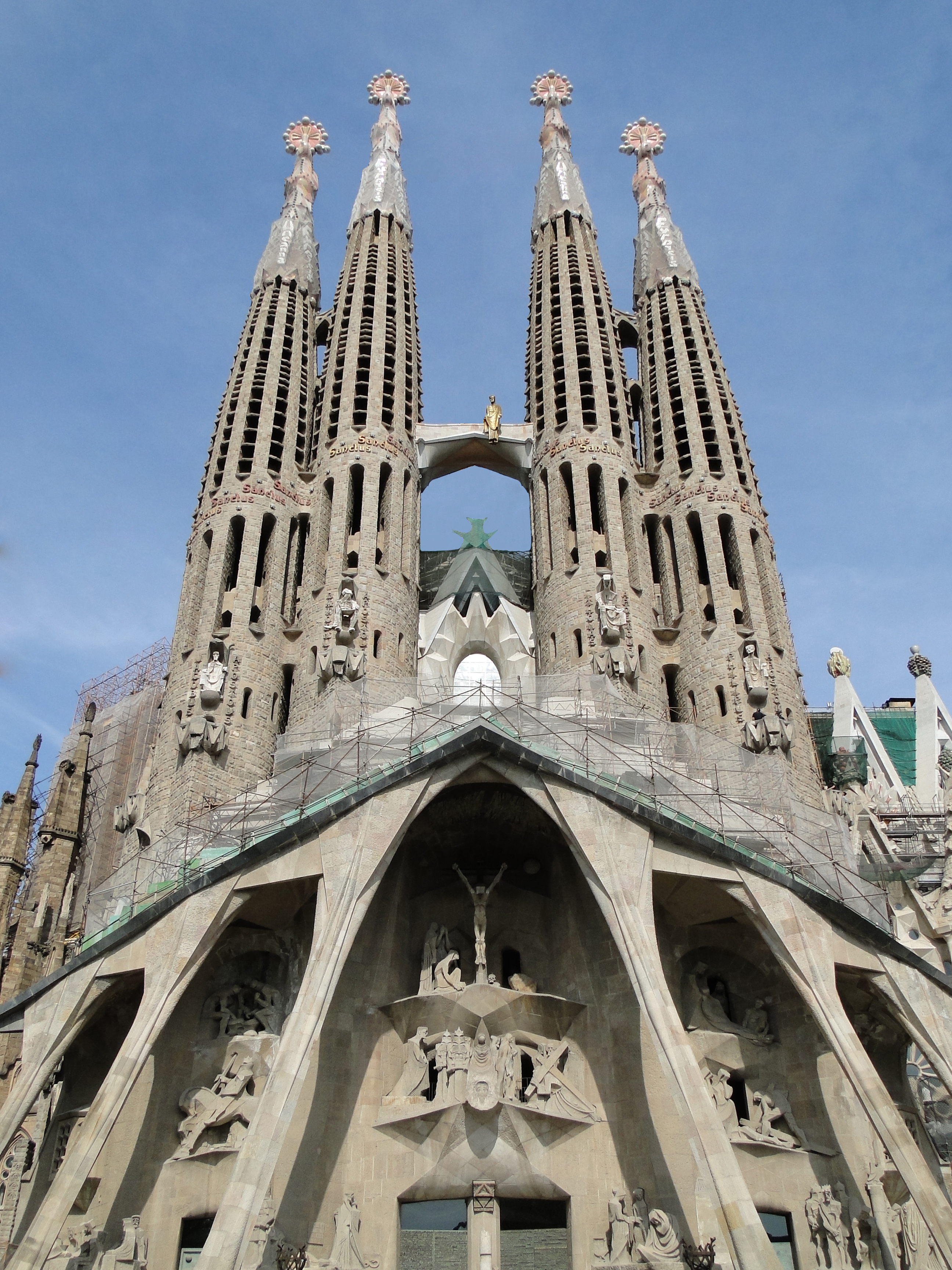
De lijdensfaçade

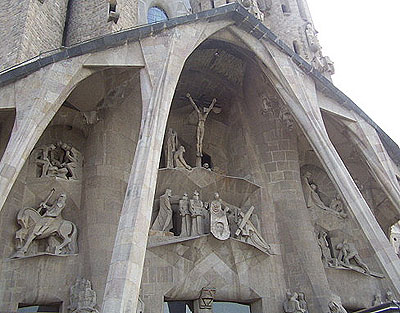
Detail van de lijdensfaçade

De zuidwestelijke gevel is de lijdensfaçade of façade van de Passie en gaat over het lijden van Christus. Deze zijde is een halve eeuw na de noordoostgevel gebouwd en is dus in een veel modernere stijl: "bekleed" met veel "hoekige" sculpturen. Boven in het portaal hangt een sculptuur van Jezus (zonder de traditionele lendendoek) aan het kruis van Josep Maria Subirachs. Ook is er op deze gevel een magisch vierkant te vinden waarvan de magische constante 33 is, de leeftijd waarop Jezus Christus stierf.
De voorkant, aan het zuidoosten, wordt de façade van de Glorie. Aan deze gevel is nog vrijwel niet begonnen. Deze façade zal als allerlaatste deel van de kerk voltooid worden.

### Overige ontwerp en bouwdelen

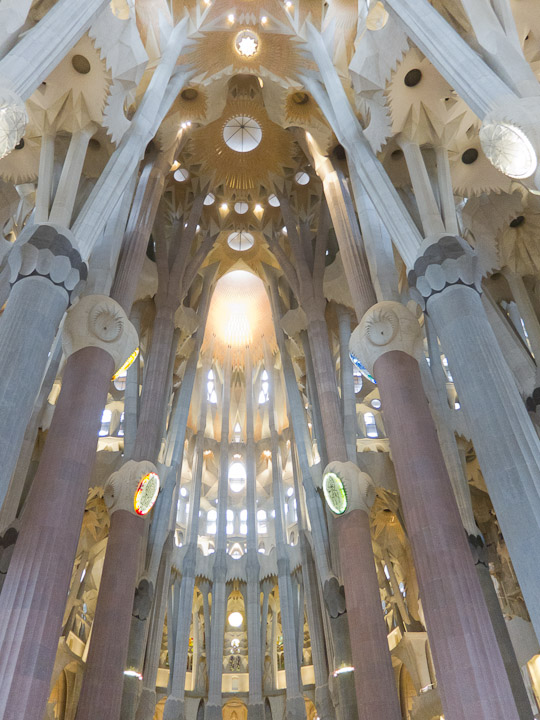
Interieur in de richting van het koor

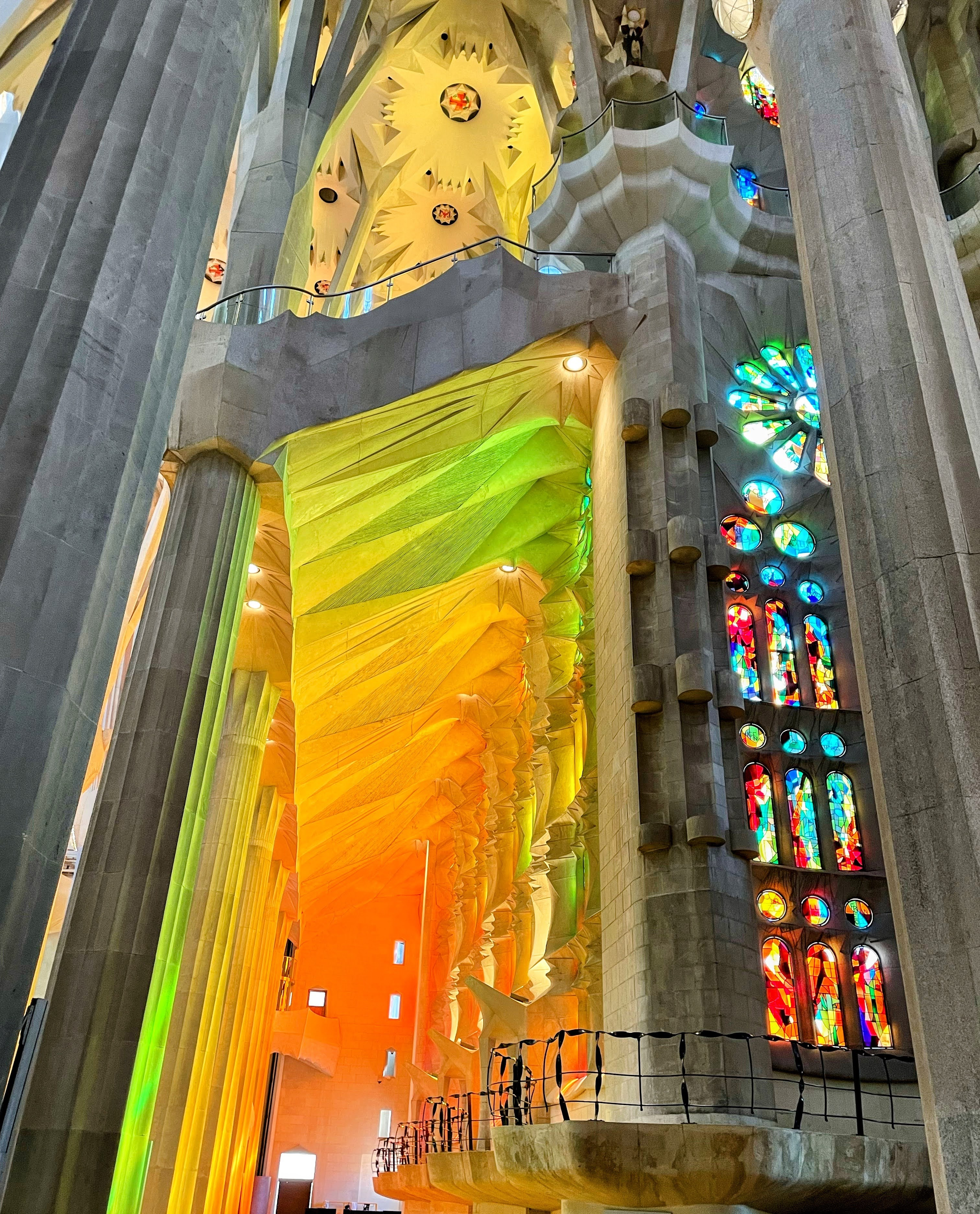
Lichtinval in de middag

Om alles zo goed en vanuit elke hoek te bedenken en te bestuderen maakte Gaudí vele maquettes van het kerkgebouw en diverse bouwdelen. Onder meer de langdurige bestudering na zijn dood van de maquettes leverde inzicht waarop Gaudís compositieregels zijn gebaseerd. De architect gebruikte een klein aantal meetkundige principes, die hij combineerde tot een doordacht resultaat van een bouwkundig gezien zeer complex en groot gebouw met hoge torens en bouwdelen die een eigen ontwerp kennen. Qua talstelsel gebruikte Gaudí het decimale getallensysteem. Echter, verhoudingen tussen de bouwdelen bleken tevens gebaseerd op het twaalftallig stelsel. Basisvormen die hij toepaste zijn onder meer de hyperboloïde en paraboloïde. Het op de kruiskerk gebaseerde grondplan met vijf beuken en een driebeukig transept is nog conventioneel. De zuilen van het schip zijn een uniek ontwerp en bestaan uit dubbelgetordeerde Salomonische zuilen met gelijke helices die tegen elkaar indraaien. Gaudí gaf de zuilen een neiging die correspondeerde met de erop inwerkende krachten, een techniek die hij al vaker succesvol had toegepast (zie kettinglijn). De zuilen kennen meerdere verschillende diameters. Afhankelijk van de diameter vertakt een zuil op een bepaalde hoogte in een knooppunt, daarmee een boom gelijkend. Het geheel vormt een oerwoud van zuilen waarop het gewelf van de basiliek rust. Gaudí ontdeed zich daarbij bewust van de binnen de gotiek bekende toepassing van luchtbogen en steunberen omdat die volgens hem onder meer invaliditeit aantonen.

#### Binnenkant
Ook in het interieur waren de ideeën van Gaudí doordacht. Het koor wordt omgeven door zeven kapellen die gegroepeerd zullen zijn rond de centrale kapel, gewijd aan de hemelvaart van Maria (zie Maria-Tenhemelopneming). Aan de overkant van het hoofdschip zijn aan weerszijden van het hoofdportaal een biecht- en een doopkapel gemaakt.
Zoals gewoonlijk in de werken van Gaudi en het modernisme, zijn er langs de binnenkant ook geen rechte lijnen. Dit heeft als doel om de natuur te volgen (waarin geen rechte lijnen voorkomen). Dat verklaart ook meteen waarom het interieur als een bos kan worden ervaren. De zuilen die de binnenkant versieren, zien er immers uit als bomen.
Ook de glas-in-loodramen volgen die visie. Volgens Gaudi was zonneschijn immers 'de beste schilder van de natuur'. Tijdens een bezoek krijgt de bezoeker dan ook een oogverblindend mooi kleurenspektakel te zien, met behulp van de glas-in-loodramen.
Om na zijn dood tot een goed inzicht te komen hoe het kerkgebouw verder af te bouwen, is de hulp ingeroepen van CAD-software. Vanwege de bijzondere vormgeving die Gaudí toepaste, bleek deze CAD-software ongeschikt voor architectuur en diende er overgestapt te worden op software die ontwerpers in de vliegtuigindustrie gebruiken.

## Financiën
Omdat de Sagrada Família een "verzoeningskerk" is, mag deze uitsluitend betaald worden door donaties. Mede daardoor duurt de bouw zo extreem lang. Vanaf de jaren tachtig echter wordt de bouw ook betaald door het heffen van entreegeld. Omdat de Sagrada Família een veelbezochte toeristische attractie is, gaat de bouw nu veel sneller. Terwijl in het begin slechts twee mensen aan de Sagrada Família werkten, zijn er tegenwoordig ruim honderd mensen bezig.